# Pseudodistoma fragile
Pseudodistoma fragile is een zakpijpensoort uit de familie van de Pseudodistomidae. De wetenschappelijke naam van de soort is voor het eerst geldig gepubliceerd in 1958 door Tokioka.